# Amazona frontblava
L'amazona frontblava o lloro de front blau o lloro de l'Amazones (Amazona aestiva) és una espècie d'ocell de la família dels psitàcids amplament emprat com a ocell de gàvia.

## Morfologia
- Fa una llargària d'uns 38 cm.[3]
- És un lloro verd, com tots els del gènere Amazona, amb plomes blaves al front i groc a les galtes i el capell, si bé varia molt la distribució d'aquests colors en funció dels diferents individus.
- El bec és bàsicament negre.
- Sense dimorfisme sexual evident.

## Distribució i hàbitat
Habita els boscos i terres de conreu de Bolívia a l'est dels Andes, el Paraguai, sud i est del Brasil i nord-est de l'Argentina. Emprat profusament com ocell de gàbia ha fugit a la natura en diferents països, com ara a Catalunya.

## Llista de subespècies
Se n'han descrit dues subespècies:
- Amazona aestiva aestiva (Linnaeus, 1758). Est de Brasil
- Amazona aestiva xanthopteryx (Berlepsch, 1896). Bolívia, Paraguai, nord de l'Argentina i sud-oest de Brasil